# Есентуки
Ессентуки (на руски: Ессентукѝ) е град в Ставрополски край, Русия.
Разположен е в подножието на планина Кавказ. Градът има железопътна гара, която е част от клона Минералние води – Кисловодск. Ессентуки е разположен на 43 км югозападно от Минералние води и 17 km западно от Пятигорск. Населението на града към 1 януари 2018 година е 108 679 души.